# 大老婆俱乐部
是一部1996年的美国喜劇電影，由休·威爾森執導，改编自奧利維亞·戈德史密斯的1992年英文同名小说。旁白是黛安·基顿，主演是贝蒂·米勒、歌蒂·韓和黛安·基顿，她們携手演绎了三个已離婚的老婆。
该片编曲馬克·夏曼获得奥斯卡提名。

## 剧情介绍
埃莉斯、布伦达、安妮和辛西娅是高中时代的好友，后来因结婚生子而断了联系。几十年后，辛西娅因丈夫喜新厌旧而自杀，另外三个朋友因参加了她的葬礼而再度重聚。因為這次重聚，大家才知道她们的丈夫也和辛西娅的丈夫一样，爱上了年轻的女子。
三个女子都曾经犧牲自己帮助丈夫成就事业，她们觉得自己受到了不公正的待遇。身心倍受煎熬的她们，决定破坏丈夫的事业。布伦达计划揭发丈夫莫提逃税，並揭穿其愛人雪莉的真面目；埃莉斯决定揭露丈夫比尔的情妇——菲比的真實身分及年齡，从而令他名聲掃地；安妮收买了丈夫亞倫的合夥人，抢走了一半的广告生意…

## 演員
- 黛安·基顿 飾 安妮·帕拉迪絲（Annie MacDuggan-Paradis）
- 贝蒂·米勒 飾 布伦达·庫什曼（Brenda Morelli-Cushman）
- 歌蒂·韓 飾 埃莉斯·艾奇遜（Elise Eliot-Atchison）
- 瑪姬·史密芙 飾 古尼拉·加森·戈德堡（Gunilla Garson Goldberg）
- 莎拉·潔西卡·帕克 飾 雪莉·斯圖爾特（Shelly Stewart）
- 丹·艾迪亞（英语：Dan Hedaya） 飾 Morton 'Morty' Cushman
- 史蒂芬·柯林斯 飾 Aaron Paradis
- 瑪茜亞·姬·韓頓 飾 Dr. Leslie Rosen
- 維克多·賈博 飾 比尔·艾奇遜（Bill Atchison）
- 伊莉莎白·柏克莉（英语：Elizabeth Berkley） 飾 菲比·拉維爾（Phoebe LaVelle）
- 艾蓮·赫格 飾 Catherine MacDuggan
- 布朗遜·平索（英语：Bronson Pinchot） 飾 Duarto Felice
- 斯托克德·錢寧 飾 辛西婭·格里芬（Cynthia Swann-Griffin）
- 珍妮弗·鄧達斯（英语：Jennifer Dundas） 飾 Christine "Chris" Paradis
- Ari Greenberg 飾 Jason Cushman
- 飛利浦·博斯克（英语：Philip Bosco） 飾 Uncle Carmine Morelli
- 提摩西·奧利芬 飾 Brett Artounian
- Aida Linares 飾 Teresa